# 德拉甘·特拉維察
德拉甘·特拉維察（義大利語：Dragan Travica；1986年8月28日—）是一位意大利排球運動員。他現在效力於俄羅斯排球聯賽貝爾哥羅德排球俱樂部。他也代表意大利國家男子排球隊參賽，參加了2012年倫敦奧運會的比賽。